# ラルフ・ベナツキー
ラルフ・ベナツキー（Ralph Benatzky, Rudolf František Josef Benátský, 1884年6月5日 – 1957年10月16日 チューリヒ）は、オーストリアの作曲家。本名はルドルフ・フランティシェク・ヨーゼフ・ベナーツキーといい、オーストリアでオペレッタ作曲家として活躍した。

## 生涯
モラヴィアのメーリッシェ・ブードヴィッツ（モラフスケー・ブジェヨヴィツェ Moravské Budějovice）出身。チェコ人の音楽家の家庭に生れる。ベルリンを拠点に、各種の舞台音楽や、カバレット・リーダーやシャンソンの創作で活躍。代表作の《白馬亭にて》は、レハール人気をさえ凌駕したと言われる。1940年にアメリカ合衆国に亡命するが、第二次世界大戦後にヨーロッパに戻った。

## 主要作品一覧
- 1911年 - オペレッタ《ラリドン》 Laridon
- 1911年 - オペレッタ《》 Cherchez la femme
- 1930年 - ジングシュピール《白馬亭にて》 Im weißen Rößl
- 1930年 - 喜劇《姉さんとぼく》 Meine Schwester und ich
- 1933年 - 喜劇《》 Bezauberndes Fräulein
- 1934年 - 喜劇《小さなカフェ》 Das kleine Café
- 1936年 - 喜劇《アクセル、天国の扉の前で》 Axel an der Himmelstür
- 1936年 - レヴュー《雪のような心》 Herzen im Schnee
- 1940年 - コメディ《アンジェリーナ》 Angielina

## 関連事項
- 東京オペレッタ劇場/ベナツキー
- 『白馬亭にて』ラルフ・ベナツキー/ローベルト・シュトルツ作曲